# Isostasius apillosioculus
Isostasius apillosioculus är en stekelart som beskrevs av Szabó 1981. Isostasius apillosioculus ingår i släktet Isostasius och familjen gallmyggesteklar. Inga underarter finns listade i Catalogue of Life.